# Compagnie Meusienne de Chemins de Fer
| Links N° 26 Suzanne (Corpet Louvet 534/1890) und rechts N° 10 Verdun (Corpet Louvet 598/1894) in Rembercourt L’Hôtel de la Gare neben dem kleinen, hölzernen Bahnhof in Contrisson |                     |                                                   |                                                   |
| Ehemaliger Streckenverlauf auf einer Karte von 2021 |                     |                                                   |                                                   |
| Streckenlänge: | 203 km              |                                                   |                                                   |
| Spurweite: | 1000 mm (Meterspur) |                                                   |                                                   |
| |                     |                                                   |                                                   |
| \| \| \| Vom Réseau de la Woëvre \| \| \| \| 68 \| Verdun \| Verdun \| \| \| 63 \| Maison Rouge \| Maison Rouge \| \| \| 58 \| Nixéville \| Nixéville \| \| \| \| nach Pampaville und Dugny \| \| \| \| 53 \| Souhesmes \| Souhesmes \| \| \| 51 \| Lemmes \| Lemmes \| \| \| 45 \| Souilly \| Souilly \| \| \| 40 \| Heippes-Benoite-Vaux \| Heippes-Benoite-Vaux \| \| \| 38 \| Mondrecourt-Issoncourt \| Mondrecourt-Issoncourt \| \| \| 36 \| Ripaucourt \| Ripaucourt \| \| \| 34 \| Séraucourt \| Séraucourt \| \| \| 52 \| Clermont-en-Argonne Anschluss Châlons–Verdun \| Clermont-en-Argonne Anschluss Châlons–Verdun \| \| \| 49 \| Auzéville \| Auzéville \| \| \| 46 \| Rarécourt \| Rarécourt \| \| \| 44 \| Froidos \| Froidos \| \| \| 42 \| Autrécourt-Lavoye \| Autrécourt-Lavoye \| \| \| 38 \| Fleury-sur-Aire \| Fleury-sur-Aire \| \| \| 35 \| Nubécourt \| Nubécourt \| \| \| 31 \| Beauzée (village) \| Beauzée (village) \| \| \| \| \| \| \| \| 30 \| Beauzée \| Beauzée \| \| \| 25 \| La Vaux-Marie \| La Vaux-Marie \| \| \| \| Chaumont-sur-Aire \| \| \| \| \| Longchamps-sur-Aire \| \| \| \| \| Pierrefitte-sur-Aire \| \| \| \| 35 \| Triaucourt \| Triaucourt \| \| \| 28 \| Vaubecourt \| Vaubecourt \| \| \| \| \| \| \| \| 26 \| L'Isle-en-Barrois \| L'Isle-en-Barrois \| \| \| 19 \| Villotte-devant-Louppy \| Villotte-devant-Louppy \| \| \| 15 \| Laheycourt \| Laheycourt \| \| \| 12 \| Auzecourt \| Auzecourt \| \| \| \| 10 Noyers \| \| \| \| 9 \| Maison-du-Val \| Maison-du-Val \| \| \| 8 \| Nettancourt (halte) \| Nettancourt (halte) \| \| \| 4 \| Brabant-le-Roi \| Brabant-le-Roi \| \| \| 0 \| Revigny (halte) \| Revigny (halte) \| \| \| 027 \| Revigny \| Revigny \| \| \| 22 \| Contrisson \| Contrisson \| \| \| \| Neuville-sur-Ornain \| \| \| \| \| Canal de la Marne au Rhin \| \| \| \| 18 \| Mognéville (gare) \| Mognéville (gare) \| \| \| 18 \| Mognéville (halte) \| Mognéville (halte) \| \| \| 16 \| Couvonges \| Couvonges \| \| \| 14 \| Beurey (halte) \| Beurey (halte) \| \| \| 14 \| Beurey (gare) \| Beurey (gare) \| \| \| 13 \| Robert-Espagne \| Robert-Espagne \| \| \| 12 \| Trémont-sur-Saulx \| Trémont-sur-Saulx \| \| \| 10 \| Vieux-Jeand-Heurs \| Vieux-Jeand-Heurs \| \| \| 7 \| L’Isle-en-Rigault \| L’Isle-en-Rigault \| \| \| 6 \| Ville-sur-Saulx \| Ville-sur-Saulx \| \| \| 3 \| Saudrupt \| Saudrupt \| \| \| 0 \| Haironville \| Haironville \| \| \| 20 \| Rembercourt-aux-Pots \| Rembercourt-aux-Pots \| \| \| 14 \| Condé-Génicourt \| Condé-Génicourt \| \| \| 11 \| Hargeville \| Hargeville \| \| \| 10 \| Vavincourt \| Vavincourt \| \| \| 7 \| Saint-Christophe bei Vavincourt Forêt de Massonge \| Saint-Christophe bei Vavincourt Forêt de Massonge \| \| \| \| Chemin de Fer Historique de la Voie Sacrée 4,2 km \| \| \| \| \| Bahnhof der Museumsbahn Chemin de Varinot \| \| \| \| \| Im Ersten Weltkrieg erbauter Rangierbahnhof \| \| \| \| \| Canal de la Marne au Rhin \| \| \| \| 0 \| Bar-le-Duc \| Bar-le-Duc \| |                     |                                                   |                                                   |
| Strecke von links (außer Betrieb) |                     | Vom Réseau de la Woëvre                           | Vom Réseau de la Woëvre                           |
| Bahnhof · Bahnhof (Strecke außer Betrieb) | 68                  | Verdun                                            | Verdun                                            |
| Bahnhof · Bahnhof (Strecke außer Betrieb) | 63                  | Maison Rouge                                      | Maison Rouge                                      |
| Strecke von links · Strecke nach rechts · Bahnhof (Strecke außer Betrieb) | 58                  | Nixéville                                         | Nixéville                                         |
| Strecke · Abzweig geradeaus und nach links (Strecke außer Betrieb) |                     | nach Pampaville und Dugny                         | nach Pampaville und Dugny                         |
| Strecke · Bahnhof (Strecke außer Betrieb) | 53                  | Souhesmes                                         | Souhesmes                                         |
| Strecke · Bahnhof (Strecke außer Betrieb) | 51                  | Lemmes                                            | Lemmes                                            |
| Strecke · Bahnhof (Strecke außer Betrieb) | 45                  | Souilly                                           | Souilly                                           |
| Strecke · Bahnhof (Strecke außer Betrieb) | 40                  | Heippes-Benoite-Vaux                              | Heippes-Benoite-Vaux                              |
| Strecke · Bahnhof (Strecke außer Betrieb) | 38                  | Mondrecourt-Issoncourt                            | Mondrecourt-Issoncourt                            |
| Strecke · Bahnhof (Strecke außer Betrieb) | 36                  | Ripaucourt                                        | Ripaucourt                                        |
| Strecke · Haltepunkt / Haltestelle (Strecke außer Betrieb) | 34                  | Séraucourt                                        | Séraucourt                                        |
| Strecke quer · Bahnhof rechts · Kopfbahnhof Streckenanfang (Strecke außer Betrieb) · Strecke (außer Betrieb) | 52                  | Clermont-en-Argonne Anschluss Châlons–Verdun      | Clermont-en-Argonne Anschluss Châlons–Verdun      |
| Bahnhof (Strecke außer Betrieb) · Strecke (außer Betrieb) | 49                  | Auzéville                                         | Auzéville                                         |
| Bahnhof (Strecke außer Betrieb) · Strecke (außer Betrieb) | 46                  | Rarécourt                                         | Rarécourt                                         |
| Bahnhof (Strecke außer Betrieb) · Strecke (außer Betrieb) | 44                  | Froidos                                           | Froidos                                           |
| Bahnhof (Strecke außer Betrieb) · Strecke (außer Betrieb) | 42                  | Autrécourt-Lavoye                                 | Autrécourt-Lavoye                                 |
| Bahnhof (Strecke außer Betrieb) · Strecke (außer Betrieb) | 38                  | Fleury-sur-Aire                                   | Fleury-sur-Aire                                   |
| Bahnhof (Strecke außer Betrieb) · Strecke (außer Betrieb) | 35                  | Nubécourt                                         | Nubécourt                                         |
| Bahnhof (Strecke außer Betrieb) · Strecke (außer Betrieb) | 31                  | Beauzée (village)                                 | Beauzée (village)                                 |
| Abzweig geradeaus und von links (Strecke außer Betrieb) · Strecke nach rechts (außer Betrieb) |                     |                                                   |                                                   |
| Strecke nach links (außer Betrieb) · Bahnhof (Strecke außer Betrieb) | 30                  | Beauzée                                           | Beauzée                                           |
| Bahnhof (Strecke außer Betrieb) · Abzweig nach rechts und von rechts (Strecke außer Betrieb) | 25                  | La Vaux-Marie                                     | La Vaux-Marie                                     |
| Strecke (außer Betrieb) · Bahnhof (Strecke außer Betrieb) |                     | Chaumont-sur-Aire                                 | Chaumont-sur-Aire                                 |
| Strecke (außer Betrieb) · Bahnhof (Strecke außer Betrieb) |                     | Longchamps-sur-Aire                               | Longchamps-sur-Aire                               |
| Strecke (außer Betrieb) · Kopfbahnhof Streckenende (Strecke außer Betrieb) |                     | Pierrefitte-sur-Aire                              | Pierrefitte-sur-Aire                              |
| Kopfbahnhof Streckenanfang (Strecke außer Betrieb) · Strecke (außer Betrieb) | 35                  | Triaucourt                                        | Triaucourt                                        |
| Bahnhof (Strecke außer Betrieb) · Strecke (außer Betrieb) | 28                  | Vaubecourt                                        | Vaubecourt                                        |
| Abzweig geradeaus, nach links und von links (Strecke außer Betrieb) · Abzweig geradeaus, nach rechts und von rechts (Strecke außer Betrieb) |                     |                                                   |                                                   |
| Bahnhof (Strecke außer Betrieb) · Strecke (außer Betrieb) | 26                  | L'Isle-en-Barrois                                 | L'Isle-en-Barrois                                 |
| Bahnhof (Strecke außer Betrieb) · Strecke (außer Betrieb) | 19                  | Villotte-devant-Louppy                            | Villotte-devant-Louppy                            |
| Bahnhof (Strecke außer Betrieb) · Strecke (außer Betrieb) | 15                  | Laheycourt                                        | Laheycourt                                        |
| Bahnhof (Strecke außer Betrieb) · Strecke (außer Betrieb) | 12                  | Auzecourt                                         | Auzecourt                                         |
| Bahnhof (Strecke außer Betrieb) · Strecke (außer Betrieb) |                     | 10 Noyers                                         | 10 Noyers                                         |
| Bahnhof (Strecke außer Betrieb) · Strecke (außer Betrieb) | 9                   | Maison-du-Val                                     | Maison-du-Val                                     |
| Haltepunkt / Haltestelle (Strecke außer Betrieb) · Strecke (außer Betrieb) | 8                   | Nettancourt (halte)                               | Nettancourt (halte)                               |
| Bahnhof (Strecke außer Betrieb) · Strecke (außer Betrieb) | 4                   | Brabant-le-Roi                                    | Brabant-le-Roi                                    |
| Haltepunkt / Haltestelle (Strecke außer Betrieb) · Strecke (außer Betrieb) | 0                   | Revigny (halte)                                   | Revigny (halte)                                   |
| Bahnhof (Strecke außer Betrieb) · Strecke (außer Betrieb) | 027                 | Revigny                                           | Revigny                                           |
| Bahnhof (Strecke außer Betrieb) · Strecke (außer Betrieb) | 22                  | Contrisson                                        | Contrisson                                        |
| Bahnhof (Strecke außer Betrieb) · Strecke (außer Betrieb) |                     | Neuville-sur-Ornain                               | Neuville-sur-Ornain                               |
| Brücke über Wasserlauf (Strecke außer Betrieb) · Strecke (außer Betrieb) |                     | Canal de la Marne au Rhin                         | Canal de la Marne au Rhin                         |
| Bahnhof · Bahnhof (Strecke außer Betrieb) · Strecke (außer Betrieb) | 18                  | Mognéville (gare)                                 | Mognéville (gare)                                 |
| Strecke · Haltepunkt / Haltestelle (Strecke außer Betrieb) · Strecke (außer Betrieb) | 18                  | Mognéville (halte)                                | Mognéville (halte)                                |
| Strecke · Bahnhof (Strecke außer Betrieb) · Strecke (außer Betrieb) | 16                  | Couvonges                                         | Couvonges                                         |
| Strecke · Haltepunkt / Haltestelle (Strecke außer Betrieb) · Strecke (außer Betrieb) | 14                  | Beurey (halte)                                    | Beurey (halte)                                    |
| Strecke · Bahnhof (Strecke außer Betrieb) · Strecke (außer Betrieb) | 14                  | Beurey (gare)                                     | Beurey (gare)                                     |
| Bahnhof · Bahnhof (Strecke außer Betrieb) · Strecke (außer Betrieb) | 13                  | Robert-Espagne                                    | Robert-Espagne                                    |
| Strecke · Bahnhof (Strecke außer Betrieb) · Strecke (außer Betrieb) | 12                  | Trémont-sur-Saulx                                 | Trémont-sur-Saulx                                 |
| Strecke · Haltepunkt / Haltestelle (Strecke außer Betrieb) · Strecke (außer Betrieb) | 10                  | Vieux-Jeand-Heurs                                 | Vieux-Jeand-Heurs                                 |
| Bahnhof · Bahnhof (Strecke außer Betrieb) · Strecke (außer Betrieb) | 7                   | L’Isle-en-Rigault                                 | L’Isle-en-Rigault                                 |
| Strecke · Bahnhof (Strecke außer Betrieb) · Strecke (außer Betrieb) | 6                   | Ville-sur-Saulx                                   | Ville-sur-Saulx                                   |
| Strecke · Bahnhof (Strecke außer Betrieb) · Strecke (außer Betrieb) | 3                   | Saudrupt                                          | Saudrupt                                          |
| Kopfbahnhof Streckenende · Kopfbahnhof Streckenende (Strecke außer Betrieb) · Strecke (außer Betrieb) | 0                   | Haironville                                       | Haironville                                       |
| Bahnhof (Strecke außer Betrieb) | 20                  | Rembercourt-aux-Pots                              | Rembercourt-aux-Pots                              |
| Bahnhof (Strecke außer Betrieb) | 14                  | Condé-Génicourt                                   | Condé-Génicourt                                   |
| Bahnhof (Strecke außer Betrieb) | 11                  | Hargeville                                        | Hargeville                                        |
| Bahnhof (Strecke außer Betrieb) | 10                  | Vavincourt                                        | Vavincourt                                        |
| Bahnhof | 7                   | Saint-Christophe bei Vavincourt Forêt de Massonge | Saint-Christophe bei Vavincourt Forêt de Massonge |
| Strecke |                     | Chemin de Fer Historique de la Voie Sacrée 4,2 km | Chemin de Fer Historique de la Voie Sacrée 4,2 km |
| Bahnhof |                     | Bahnhof der Museumsbahn Chemin de Varinot         | Bahnhof der Museumsbahn Chemin de Varinot         |
| Bahnhof (Strecke außer Betrieb) |                     | Im Ersten Weltkrieg erbauter Rangierbahnhof       | Im Ersten Weltkrieg erbauter Rangierbahnhof       |
| Brücke über Wasserlauf (Strecke außer Betrieb) |                     | Canal de la Marne au Rhin                         | Canal de la Marne au Rhin                         |
| Kopfbahnhof Streckenende (Strecke außer Betrieb) | 0                   | Bar-le-Duc                                        | Bar-le-Duc                                        |

Die  Compagnie Meusienne de Chemins de Fer (CM) (umgangssprachlich Le Meusien) betrieb von 1888 bis 1922 ein 203 km langes meterspuriges Schienennetz im französischen Département Meuse, dessen westlichste Strecke durch die Compagnie des Chemins de Fer d'Intérêt Local de la Meuse abschnittsweise gebaut und seit 1878 in Betrieb genommen worden war. Die Société Générale des Chemins de Fer Économiques übernahm den Betrieb 1922 und führte ihn bis zur abschnittsweisen Stilllegung zwischen 1929 und 1938.

## Geschichte

### Bau und Inbetriebnahme

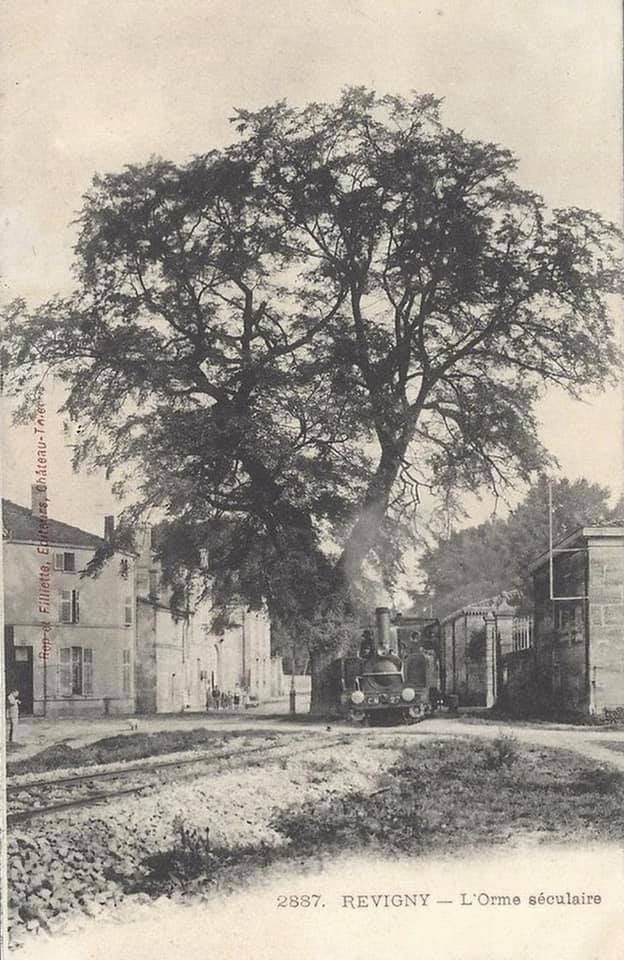
Revigny - Die säkulare Ulme

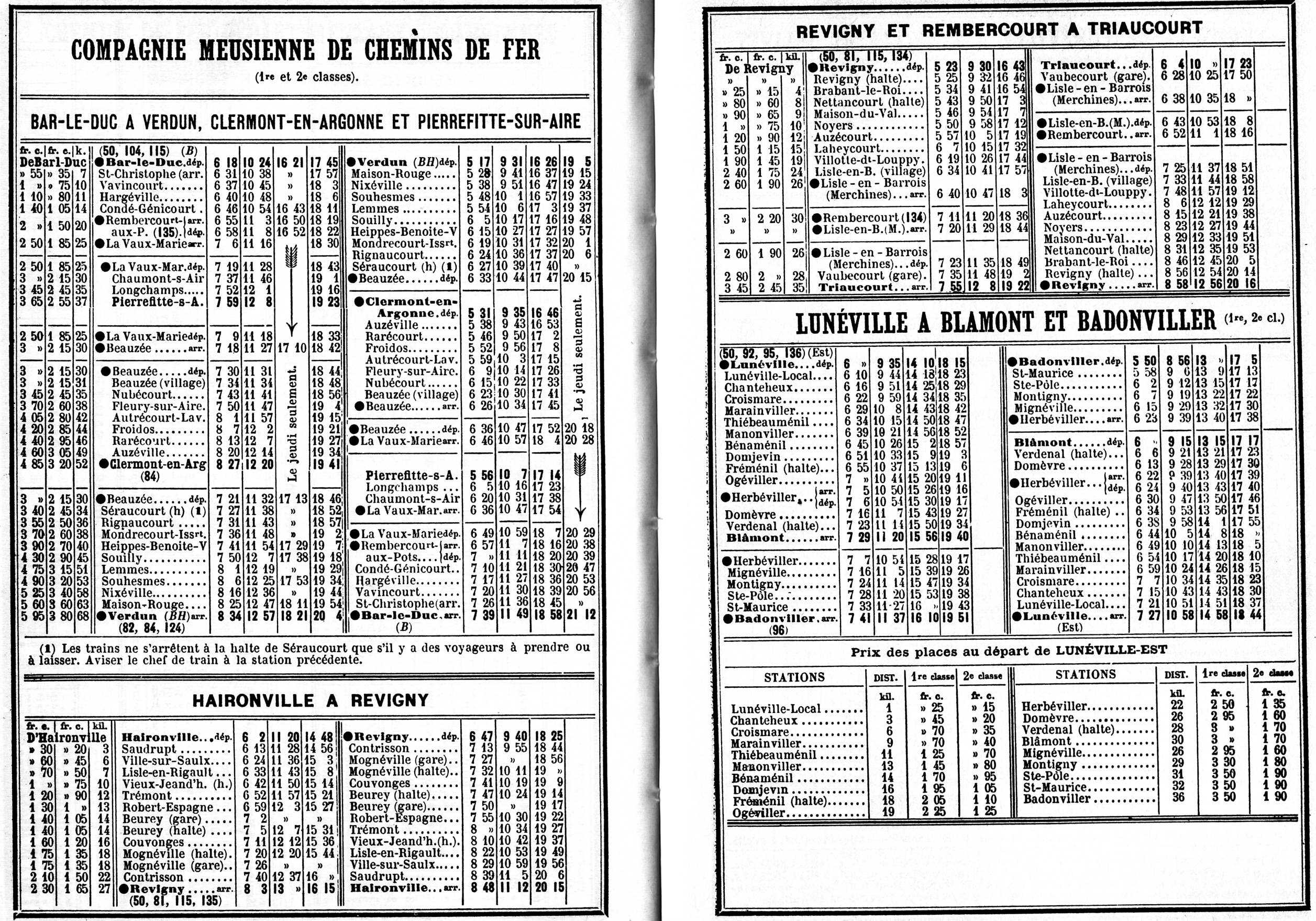
Fahrplan von 1914

Die Compagnie des Chemins de fer d'Intérêt Local de la Meuse nahm die erste Strecke der Lokalbahn von Haironville über Revigny nach Triaucourt von 1878 bis 1881 abschnittsweise in Betrieb und betrieb sie bis 1888. Eine kurze Verbindungsstrecke nach Rembercourt schloss in Les Merchines an die Triaucourt-Linie an. Der Konzessionär, Charles Varinot, hatte 1888 die Kontrolle über die Strecke von Haironville nach Triaucourt übernommen.
Die Compagnie Meusienne de Chemins de Fer (CM) übernahm 1888 die Konzession für die Strecke Haironville–Triaucourt und nahm zwischen 1891 and 1912 weitere Strecken von Bar-le-Duc nach Verdun, Clermont-en-Argonne und Pierrefitte-sur-Aire in Betrieb.
Nach dem Ersten Weltkrieg übernahm Société Générale des Chemins de Fer Économiques 1922 das Netzwerk und betrieb es zusammen mit den Réseau de la Woëvre nordöstlich von Verdun. Sie betrieb das gesamte Netz bis zur schrittweisen Stilllegung zwischen 1929 und 1938.
Ein 13 Kilometer langer Abschnitt zwischen Haironville und Robert-Espagne, der Anfang der 1930er Jahre auf Normalspur umgespurt worden war, wurde jedoch noch bis 1971 im Güterverkehr mit Dampf betrieben.
Ein 4,2 km langer Streckenabschnitt nördlich von Bar-le-Duc wurde als Museumsbahn wieder in Betrieb genommen.

### Erster Weltkrieg
Während des Ersten Weltkriegs wurde der Lokomotivpark der Compagnie Meusienne de Chemins de Fer (CM) durch die Requirierung von Lokomotiven von Meterspurlinien in anderen Teilen Frankreichs verstärkt, so dass bis zu 128 Lokomotiven auf der Strecke eingesetzt wurden. Eine davon war die Nr. 55 (Corpet Louvet 1253/1909) von den Chemins de Fer Économiques des Charentes (EC). Durch bautechnische Verbesserungen war es Ende 1915 möglich, ein von 800 auf 1500 Tonnen erhöhtes Güterverkehrsaufkommen pro Tag zu bewältigen sowie 80 Fahrgäste pro Tag im Personennahverkehr zu befördern. In den ersten fünf Monaten des Jahres 1916 stieg das Verkehrsaufkommen auf 137.367 Soldaten, 84.888 Verwundete, 201.257 Tonnen Nachschub sowie 69.847 Tonnen Munitions- und Waffentransporte.
Die Bahn wurde während des Krieges im Volksmund „Tortillard“ oder nach dem Namen ihres ehemaligen Konzessionärs „Varinot“  genannt. Die Militärbehörden nannten sie „Petit tramway“ und General Philippe Pétain  beschrieb sie als „Petit Meusien“. Durch eine verbesserte Organisation des Verkehrs, konnte die Anzahl von Militärtransporten von 22 Zügen am 21. Februar 1916 auf 31 Züge Ende März bis auf 35 Ende April und schließlich sogar bis zu 48 Züge zwischen Revigny und Beauzée gesteigert werden.

### Nachkriegszeit
Die Société Générale des Chemins de Fer Économiques (SE) übernahm 1922 den Betrieb. In der Nachkriegszeit wurden von 1919 bis 1924 große Mengen von Baumaterial für den Wiederaufbau der zerstörten Gebäude entlang der Strecke transportiert. Die Züge verkehrten daher fahrplanmäßig als gemischte Güter- und Personenzüge, was zahlreiche Rangiermanöver in den Bahnhöfen erforderte, um weitere Güterwagen an- oder abzukuppeln. Dadurch und weil die Höchstgeschwindigkeit auf 12 km/h beschränkt war, waren die Fahrten sehr zeitaufwendig.

### Niedergang und Stilllegung
Da die Wirtschaftlichkeit durch die steigende Inflation in Frage gestellt wurde, schloss sich die Betreibergesellschaft am 1. Juni 1923 mit den Betreibern der nordöstlich von Verdun gelegenen Lokalbahnstrecken des Réseau de la Woëvre zusammen. Das fusionierte Unternehmen erwarb modernere Schienenfahrzeuge, insbesondere Triebwagen. Am 20. Juni 1938 wurde der Betrieb weitgehend eingestellt und die Vermögenswerte wurden verkauft. Die Liquidation war mit dem Ausbruch des Zweiten Weltkriegs im Jahr 1939 noch nicht abgeschlossen. Erst nach Ende des Zweiten Weltkriegs wurde das Unternehmen 1946 vollständig abgewickelt.

## Streckenabschnitte
- Revigny – Haironville: 62 km
- Revigny – Triaucourt: 35 km
- Bar-le-Duc – Verdun: 68 km
- Beauzé – Clermont-en-Argonne: 22 km
- Rembercourt-aux-Pots – Les Merchines: 4 km
- La Vaux-Marie – Pierrefitte-sur-Aire: 12 km

## Bahnhöfe und Brücken
| Bahnhöfe und Brücken                               | Fotos | Erhaltungszustand der Gebäude und Anmerkungen |
| -------------------------------------------------- | ----- | --- |
| Verdun                                             |       | |
| Nixéville                                          |       | |
| Pampaville                                         |       | |
| Souhesmes                                          |       | |
| Souilly                                            |       | |
| Heippes-Benoite-Vaux                               |       | |
| Clermont-en-Argonne                                |       | |
|                                                    |       | Während des Ersten Weltkriegs gab es eine mit deutschen Lokomotiven betriebene 600-mm-Feldbahn zwischen Clermont-en-Argonne und Auzéville                                  |
| Auzéville                                          |       | |
| Rarécourt                                          |       | |
| Froidos                                            |       | |
| Autrécourt-Lavoye                                  |       | |
| Fleury-sur-Aire                                    |       | |
| Nubécourt                                          |       | |
| Beauzée                                            |       | |
| Triaucourt                                         |       | |
| Vaubecourt                                         |       | |
| Chaumont-sur-Aire                                  |       | |
| Longchamps-sur-Aire                                |       | |
| Pierrefitte-sur-Aire                               |       | |
| La Vaux-Marie                                      |       | |
| L'Isle-en-Barrois                                  |       | |
| Villotte-devant-Louppy                             |       | |
| Laheycourt                                         |       | |
| Auzecourt                                          |       | |
| Noyers                                             |       | |
| Maison-du-Val                                      |       | Der als Fachwerkbau ausgeführte Unterstand ist noch erhalten |
| Nettancourt                                        |       | |
| Revigny-sur-Ornain                                 |       | Die Hauptverwaltung der Meterspurbahn befand sich in Revigny-sur-Ornain. Der Bahnhof, die Werkstatt und das Lokomotivdepot lagen südlich der normalspurigen Vollbahn.      |
| Contrisson                                         |       | Der aus Ziegelsteinen gebaute Unterstand ist noch erhalten. |
| Neuville-sur-Ornain                                |       | |
| Canal de la Marne au Rhin                          |       | |
| Mogneville                                         |       | Die Strecke verlief auf der Hauptstraße |
| Robert-Espagne                                     |       | |
| L’Isle-en-Rigault                                  |       | |
| Saudrupt                                           |       | Streckenführung auf der Dorfstraße |
| Haironville                                        |       | N° 26 Suzanne (Corpet-Louvet 534 von 1890) in Haironville. Das Bahnhofsgebäude ist noch erhalten.                                                                          |
| Rembercourt-aux-Pots                               |       | N° 11 Bar-le-Duc war eine B'1-Lok von Corpet-Louvet (Werks-Nr. 599 von 1894). Das Bahnhofsgebäude ist noch erhalten.                                                       |
| Condé-Génicourt                                    |       | |
| Hargeville                                         |       | |
| Vavincourt                                         |       | |
| Saint-Christophe bei Vavincourt, Forêt de Massonge |       | |
| Chemin de Fer Historique de la Voie Sacrée         |       | |
| Canal de la Marne au Rhin                          |       | Die im Hintergrund gezeigte Eisenbahnbrücke führte diagonal über den Kanal. Nicht erhalten.                                                                                |
| Bar-le-Duc                                         |       | Bahnhofsgebäude mit einem militärischen Pferdekrankenwagen des 6e Corps und einem Wachhäuschen, 1916. Erhalten unter der Verwaltung von Conseil Départemental de la Meuse. |

## Lokomotiven

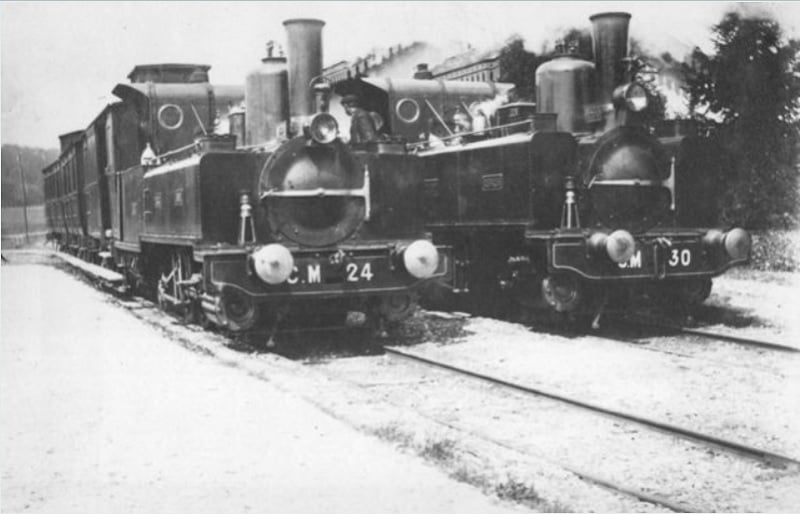
N° 24 Aisne (Corpet 506 von 1889) und N° 30 Georges (Corpet 579 von 1893) in Lisle-en-Barrois, das auch Les Merchines genannt wurde

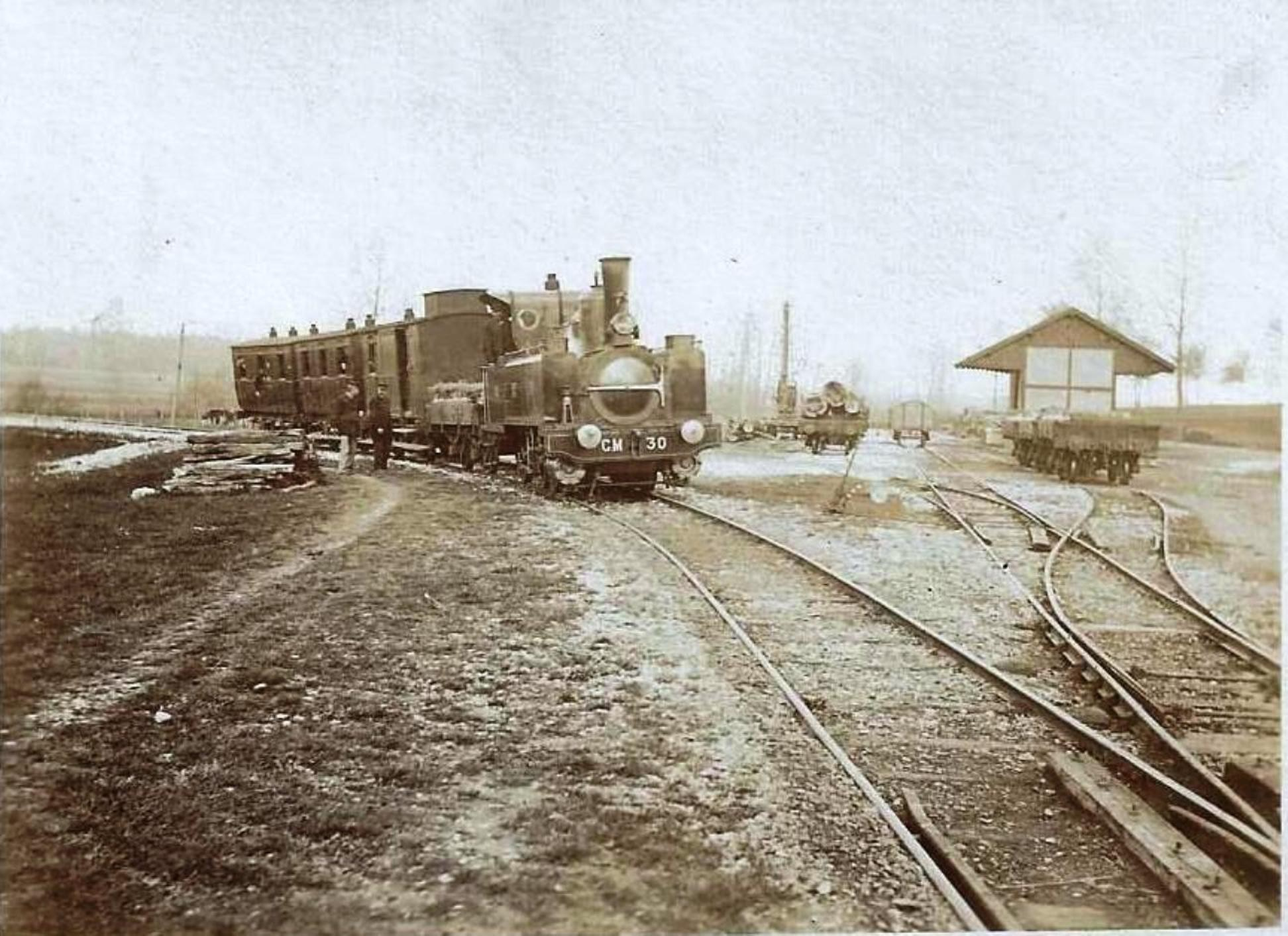
N° 30 Georges (Corpet N° 579 von 1893) in Vaubecourt auf der Strecke Haironville–Thiaucourt

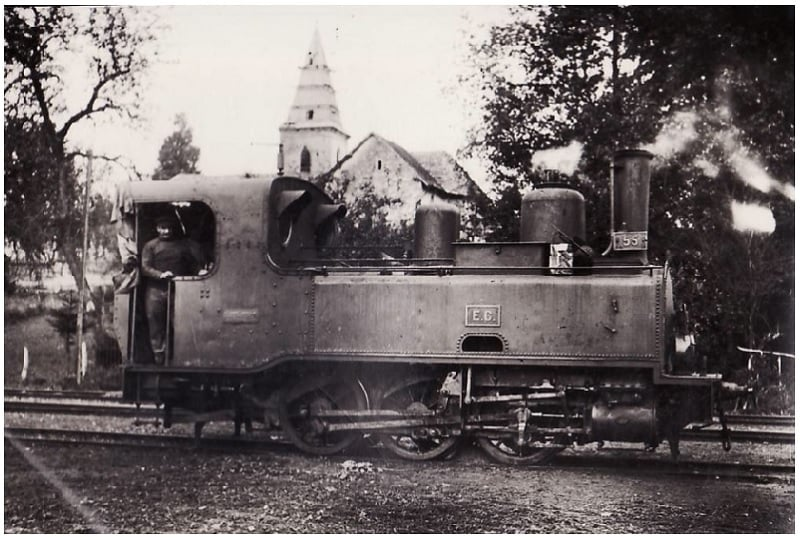
N°55 (Corpet-Louvet 1253 von 1909) von den Chemins de Fer Économiques des Charentes (EC) auf La Meusien bei Villotte-devant-Louppy zwischen Revigny and Triaucourt

| Hersteller             | Werks-Nr. | Bauart                  | Lieferdatum | Vor-/Nachbesitzer                                            | Betriebs-Nr.                  | Name                              |
| ---------------------- | --------- | ----------------------- | ----------- | ------------------------------------------------------------ | ----------------------------- | --------------------------------- |
| Ateliers Petau à Passy |           | C n2t                   | 1878        | Mallet-Zweizylinder-Verbundmaschinen                         | Cie Meusienne de CF "1" – "5" |                                   |
| Corpet                 | 294       | Cn2t                    | 20.10.1879  | Vignaud & Barbaud "La Charente" Charles Varinot "6" bis 1886 | Cie Meusienne de CF "28"      |                                   |
| Corpet                 | 362       | Cn2t                    | 10.12.1881  | Allard Frères bis 1883                                       | Cie Meusienne de CF "28"      | "La Ville de Neubourg" "Charente" |
| Corpet                 | 382       | Cn2t                    | 07.08.1882  | Entreprise Charles Varinot CF de la Meuse "5"                | Cie Meusienne de CF "25"      | "Elisa"                           |
| Corpet                 | 447       | C1'n2t                  | 1885        |                                                              | Cie Meusienne de CF "1"       | "L'Aire"                          |
| Corpet                 | 448       | C1'n2t                  | 1885        |                                                              | Cie Meusienne de CF "2"       | "La Meuse"                        |
| Corpet                 | 449       | C1'n2t                  | 1885        |                                                              | Cie Meusienne de CF "3"       | "Tannois"                         |
| Corpet                 | 500       | C1'n2t                  | 10.12.1889  | Exposition de Paris 1889                                     | Cie Meusienne de CF "7"       | "Bernard"                         |
| Corpet                 | 506       | Erst Cn2t Später C1'n2t | 05.11.1889  |                                                              | Cie Meusienne de CF "4"/"24"  | "L'Aisne"                         |
| Corpet                 | 534       | C1'n2t                  | 10.12.1890  | Département de la Meuse "6"                                  | Cie Meusienne de CF "26"      | "Suzanne"                         |
| Corpet                 | 535       | C1'n2t                  | 23.12.1890  | Département de la Meuse "7"                                  | Cie Meusienne de CF "27"      | "Marguerite"                      |
| Corpet                 | 550       | B1'n2t                  | 29.03.1892  |                                                              | Cie Meusienne de CF "8"       | "Varinot"                         |
| Corpet & Louvet        | 578       | C1'n2t                  | 28.04.1893  |                                                              | Cie Meusienne de CF "29"      | "Germaine"                        |
| Corpet & Louvet        | 579       | C1'n2t                  | 10.05.1893  |                                                              | Cie Meusienne de CF "30"      | "Georges"                         |
| Corpet & Louvet        | 597       | B1'n2t                  | 15.06.1894  |                                                              | Cie Meusienne de CF "9"       | "Andrée"                          |
| Corpet & Louvet        | 598       | B1'n2t                  | 26.06.1894  |                                                              | Cie Meusienne de CF "10"      | "Verdun"                          |
| Corpet & Louvet        | 599       | B1'n2t                  | 09.07.1894  | ab 1927 Morillon, Corvol & Cie, Seine-Port                   | Cie Meusienne de CF "11"      | "Bar-le-Duc"                      |
| Corpet & Louvet        | 1230      | C1't                    | 26.06.1911  |                                                              | Cie Meusienne de CF "31"      | "Caville"                         |
| Corpet & Louvet        | 1231      | C1't                    | 30.06.1911  |                                                              | Cie Meusienne de CF "32"      | "Pierrefitte"                     |

## Betriebsdauer der einzelnen Streckenabschnitte
| Streckenabschnitt                    | Länge | Spurweite | Inbetriebnahme | Stilllegung | Anmerkungen                                                                                              |
| ------------------------------------ | ----- | --------- | -------------- | ----------- | --- |
| Revigny – Couvonges                  | 11 km | 1000 mm   | 1878           | 1929        | |
| Couvonge – Lisle-en-Rigault          | 9 km  | 1000 mm   | 1879           | 1929        | Später gab es auf dem Streckenabschnitt Robert-Espagne–Haironville Gleise mit 1435 mm Spurweite          |
| Lisle-en-Rigault – Haironville       | 7 km  | 1000 mm   | 1881           | 1929        | Später gab es auf dem Streckenabschnitt Robert-Espagne–Haironville Gleise mit 1435 mm Spurweite          |
| Revigny – Laheycourt                 | 15 km | 1000 mm   | 1879           | 1936        | |
| Laheycourt – Triaucourt              | 20 km | 1000 mm   | 1880           | 1936        | |
| Bar-le-Duc – Beauzé                  | 30 km | 1000 mm   | 1891           | 1936        | Ein 4,2 km langer Streckenabschnitt wurde für die touristische Nutzung als Museumsbahn wiederhergestellt |
| Beauzé – Verdun                      | 38 km | 1000 mm   | 1895           | 1936        | Im Ersten Weltkrieg wurde eine 7,2 km lange Nebenstrecke zwischen Nixéville und Dugny gebaut             |
| Beauzé – Clermont-en-Argonne         | 22 km | 1000 mm   | 1891           | 1936        | |
| Rembercourt-aux-Pots – Les Merchines | 4 km  | 1000 mm   | 1893           | 1936        | |
| La-Vaux-Marie – Pierrefitte-sur-Aire | 12 km | 1000 mm   | 1912           | 1936        | |